# Le Secret de l'émeraude
Pour plus de détails, voir Fiche technique et Distribution.
Le Secret de l'émeraude est un film français réalisé par Maurice de Canonge, sorti en 1936.

## Fiche technique
- Titre : Le Secret de l'émeraude
- Autre titre : L'Énigmatique Gentleman
- Réalisation : Maurice de Canonge
- Scénario : d'après la pièce d'Alfred Gragnon
- Photographie : Roger Duculot et Georges Million
- Décors : Émile Duquesne
- Musique : Jane Bos[1]
- Production : Lutèce Films
- Pays de production :  France
- Format :  Noir et blanc - 35 mm - Son mono
- Genre : Policier
- Durée : 84 minutes
- Date de sortie : 
  - France : 28 août 1936

## Distribution
- Jean Brochard : le sergent Irving
- Colette Broïdo : Kitty
- Sylvia Cobs : Jenny
- Paule Dagrève : Wanda
- Ky Duyen : Mr Lee
- René Ferté : Grags
- Sonia Gobar : la midinette
- Paul Grail : le vicomte
- Maurice Lagrenée : Reginald
- Fernand Mailly : l'inspecteur Wembley
- Jean Margatt : Ashmann
- Billy Max : Cordelia Marosh
- Alexandre Mihalesco : l'homme mystérieux
- Odette Sylvain : Odette
- Marcelle Yrven : Miss Calmann
- Sylvaine : Lady Marosh